# Alberto (obra de teatro)
Alberto es una obra de teatro de José López Rubio estrenada en 1949.

## Argumento
Cercana al surrealismo, la obra narra la desesperación de los inquilinos de una pensión ante el fallecimiento de su casera. Para mantenerse unidos, se inventan un nuevo casero, al que llaman Alberto. La alucinación colectiva llega al extremo de contratarle una secretaria, Leticia, que incluso se enamora de él. Los problemas comienzan cuando Alberto es investigado por actuaciones fraudulentas. Se descubre finalmente que esas actuaciones fueron fraguadas por un vecino, que se había enamorado de Leticia.

## Estreno
- Teatro María Guerrero. Madrid, 29 de abril de 1949.
  - Intérpretes: Elvira Noriega, Luis Prendes, Salvador Soler Marí, Gaspar Campos, Carmen Seco, Cándida Losada, Berta Riaza.

## Televisión
El 24 de diciembre de 1968 se emitió una versión para televisión, en el espacio Estudio 1, de Televisión española, con actuación de Ana María Vidal, Alfonso del Real, Mary González, Rafael Navarro, Valentín Tornos y Vicente Haro.